# 1-propanol
Propan-1-ol (též 1-propanol, n-propanol, 1-propylalkohol, n-propylalkohol, nebo jednoduše propanol či propylalkohol) je primární alkohol s chemickým vzorcem CH3CH2CH2OH. Je izomerem propan-2-olu (isopropylalkoholu). Používá se jako rozpouštědlo ve farmaceutickém průmyslu, do pryskyřic a celulózových esterů. V malých dávkách vzniká přirozeně při mnoha fermentačních procesech.

## Chemické vlastnosti
1-propanol vykazuje normální chování primárního alkoholu. Proto ho lze převést na alkylhalogenidy. Například červený fosfor a jod tvoří n-propyljodid s 90% výtěžností, zatímco chlorid fosforečný s katalyzátorem chloridem zinečnatým dává 1-chlorpropan. Reakce s kyselinou octovou za přítomnosti kyseliny sírové jako katalyzátoru a podmínek Fischerovy esterifikace poskytuje propylacetát, kdežto flegmace propanolu s kyselinou mravenčí může poskytovat propylformát s výtěžností 65 %. Oxidace 1-propanolu dichromanem sodným a H2SO4 dává pouze 36% výtěžnost propionaldehydu a proto se pro tento typ reakce doporučují metody s vyšší výtěžností, za použití PCC nebo Swernovy oxidace. Oxidace kyselinou chromovou poskytuje kyselinu propionovou.

## Příprava
1-propanol je hlavní složkou přiboudliny, vedlejšího produktu určitých aminokyselin při fermentaci brambor a obilí na ethanol. Toto ale není významným zdrojem propanolu.
1-propanol se vyrábí katalytickou hydrogenací propionaldehydu. Propionaldehyd se pak vyrábí oxosyntézou, hydroformylací ethenu oxidem uhelnatým a vodíkem za přítomnosti katalyzátoru, např. dikobaltoktakarbonylového nebo rhodiového komplexu.
(1) H2C=CH2 + CO + H2 → CH3CH2CH=O
(2) CH3CH2CH=O + H2 → CH3CH2CH2OH
Tradiční laboratorní příprava 1-propanolu spočívá v reakci n-propyljodidu s vlhkým oxidem stříbrným.

## Historie
1-propanol byl objeven Chancelem v roce 1853 při frakční destilaci přiboudliny.